# Ефремов, Герман Тимофеевич
Ге́рман Тимофе́евич Ефре́мов (10 марта 1947, Кировская область — 29 ноября 2024, Красноярск) — советский и российский оперный певец (баритон), педагог, заслуженный артист Российской Федерации.

## Биография
Родился в семье сельского учителя. После окончания школы поступил в педагогическое училище, где увлёкся пением и начал заниматься вокалом. После службы в армии, где пел в Уральском ансамбле песни и пляски, он поступил в Уральскую государственную консерваторию имени М. П. Мусоргского, которую окончил в 1975 году по классу профессора Я. Х. Вутираса.

### Музыкальная карьера
После окончания консерватории Ефремов был зачислен солистом в труппу Пермского театра оперы и балета, где дебютировал в партии Фигаро в опере Дж. Россини «Севильский цирюльник». За семь лет работы в Перми он исполнил практически весь ведущий репертуар лирического баритона, включая партии:
- Онегина в «Евгении Онегине» П. И. Чайковского,
- Валентина в «Фаусте» Ш. Гуно,
- Сильвио в «Паяцах» Р. Леонкавалло,
- Жермона в «Травиате» Дж. Верди,
- Кибальчиша в опере «Мальчиш-Кибальчиш» К. Кац[3].

В 1981 году он перешёл в Красноярский государственный театр оперы и балета, где исполнял ведущие баритоновые партии.
За годы работы в Красноярском театре оперы и балета Ефремов исполнил более 40 ролей, включая:
- Елецкого в «Пиковой даме» П. И. Чайковского,
- Ренато в «Бале-маскараде» Дж. Верди,
- Марселя в «Богеме» Дж. Пуччини,
- Шакловитого в «Хованщине» М. Мусоргского и другие[4].

### Педагогическая деятельность
С 2010 года Герман Ефремов преподавал на кафедре сольного пения и оперной подготовки Сибирского государственного института искусств имени Дмитрия Хворостовского в должности доцента, руководил научно-исследовательской работой студентов. Он также являлся основателем и художественным руководителем народной оперной студии «Орфей».

## Семья
- Жена — Светлана Никитична Ефремова, певица, заслуженная артистка РФ[6]. 
  - Сын — Ян Германович Ефремов, скрипач Красноярского камерного оркестра [7].
    - Внук — Емельян Янович Ефремов (род. 2007)[3].

## Награды и признание
- Заслуженный артист Российской Федерации (2001)[8].